# Labouheyre
Labouheyre är en kommun i departementet Landes i regionen Nouvelle-Aquitaine i sydvästra Frankrike. Kommunen ligger i kantonen Sabres som tillhör arrondissementet Mont-de-Marsan. År 2022 hade Labouheyre 2 883 invånare.

## Befolkningsutveckling
Antalet invånare i kommunen Labouheyre
Referens:INSEE